# The Seven Ages
The Seven Ages er en amerikansk stumfilm fra 1905 af Edwin S. Porter.